# Das Pubertier (Fernsehserie)
Das Pubertier ist eine deutsche Fernsehserie aus dem Jahr 2017, die auf dem gleichnamigen Roman von Jan Weiler basiert. Die als Sitcom konzipierte Serie mit sechs Episoden à 45 Minuten wurde vom 7. September 2017 bis zum 12. Oktober 2017 im ZDF ausgestrahlt. In der Hauptrolle als pubertierender Teenager ist Mia Kasalo zu sehen.
Regie führten Uwe Janson und Oliver Schmitz.

## Handlung
Die 14-jährige Carla Maybacher steckt mitten in der Pubertät. Dementsprechend ist sie oft schlecht gelaunt und scheut keinen Konflikt mit ihren Eltern, von denen sie vor allem genervt ist, und ihrem Bruder. Vater Jan versucht sein Bestes, das „Pubertier“ zu bändigen. Zu allem Überfluss wird Carlas Mutter auch noch schwanger.

## Episoden
1. Das Pubertier wird flügge
2. Das Pubertier bricht aus
3. Das Pubertier wird tollwütig
4. Das Pubertier als verkanntes Genie
5. Das Pubertier geht fremd
6. Das Pubertierchen

## Hintergrund
Die Serie entstand etwa zeitgleich mit dem auf derselben Vorlage basierenden Spielfilm Das Pubertier – Der Film von Leander Haußmann, der im Juli 2017 in die deutschen Kinos kam.

## Rezeption

### Kritiken
Nach Einschätzung der TV Spielfilm geht die Serie „behutsamer und realitätsnäher vor“ als der Kinofilm. Die Serie sei „flott und auch ein wenig frech, aber nie so, dass es ein breites Publikum zur besten Sendezeit verstört“, sie „schwimmt wie ein Flusskreuzfahrtschiff im Mainstream der Fernsehunterhaltung“, biete „Zerstreuung für die ganze Familie“. Hauptdarstellerin Kasalo sei die „auffälligste Darstellerin“ und verleihe ihrer Figur „genau die richtige Dosis Empörung, wenn ihre Eltern sich als Nullchecker entpuppen“.
Sidney Schering von quotenmeter.de empfand die Serienadaption hingegen als „überraschend zahnlos“ und im Vergleich mit dem Kinofilm „ein ganz anderes, langweiligeres Spiel.“ „Die sehr kreative, süffisante Pubertier-Kinointerpretation […] bietet sich“ im Vergleich zur Serie als „die stärkere Alternative zur Fernsehserie dar“, während die Serie sich damit begnüge, „die zigste Familienserie zu sein, die aus dem Holz geschnitzt ist, aus dem schon deutsche 90er-Jahre-Sitcoms geschnitzt wurden.“

### Einschaltquoten
Die erste Folge der Serie erreichte 3,34 Millionen Zuschauer (11,8 % Marktanteil) und lag damit unter dem Durchschnitt des Sendeplatzes. Die zweite Folge wurde von nur noch 2,55 Millionen Zuschauern (8,8 % Marktanteil) gesehen.